# Järnoxidrött
Järnoxidrött, eller oxidrött, C.I. Pigment Red 101 (C.I. 77491), är ett syntetiskt framställt pigment med större brytkraft än traditionella järnoxidfärger som röda jordpigment och engelskt rött. Dess färgande beståndsdel är järnoxiden Fe2O3.
Järnoxidrött (PR101) omfattar kulörer från orange till rödviolett, beroende på partikelstorlek och eventuella tillsatser av andra metalloxider.
Vidare kan vissa målarfärger med järnoxidrött vara transparenta, medan andra är opaka, vilket kan bero på partikelstorlek, pigmentkoncentration, bindemedel och eventuella tillsatser.